# Richard Addinsell
Richard Addinsell (* 13 ianuarie 1904 Oxford; † 14 noiembrie 1977 Londra) a fost un compozitor britanic.
cunoscut mai cu seamă prin muzica sa de scenă și de film, în primul rând prin „Concertul Varșovia”, în stilul lui Rahmaninov, compus pentru filmul „Dangerous Moonlight” (cunoscut mai târziu sub titlul „Suicide Squadron”)